# Bufo angusticeps
The Sand Toad (Bufo angusticeps) là một loài cóc thuộc họ Bufonidae.
Đây là loài đặc hữu của Nam Phi.
Môi trường sống tự nhiên của chúng là thảm cây bụi kiểu Địa Trung Hải, đầm nước ngọt có nước theo mùa, và đất canh tác.
Chúng hiện đang bị đe dọa vì mất nơi sống.